# Kate Uptonová
Katherine Elizabeth Uptonová (známá jako Kate Uptonová, nepřechýleně: Upton, * 10. června 1992 Saint Joseph, Michigan) je americká modelka a příležitostná herečka. Na Newyorském týdnu módy v září 2013 byla vyhlášena modelkou roku. Čtyřikrát se objevila na obálce časopisu Sports Illustrated Swimsuit Issue.
Hrála menší role ve filmech Mistrovský plán a Tři moulové. Zahrála si také ve filmu Jedna za všechny po boku herečky Cameron Diaz a Leslie Mann.
V dospívání se závodně věnovala jezdectví. Jejím strýcem je republikánský politik Fred Upton. Hlásí se ke křesťanskému vyznání.

## Životopis
Kate se narodila v St. Joseph, Michigan a vyrůstala v Melbourne na Floridě. Navštěvovala Holy Trinity Episcopal Academy. Ve svých třinácti letech se začala věnovat jízdě na koni. Ukázala se na American Paint Horse Association a soutěžila na národní úrovni. Se svým koněm Roanie Pony vyhrála tři APHA Reserve World Champion ships a celkově skončila třetí v žebříčku APHA Top Twenty.
V roce 2008 se v Miami zúčastnila castingu Elite Model Management a ješte v ten samý den získala smlouvu. Nakonec se však odstěhovala do New Yorku, kde podepsala smlouvu s IMG Models. Jako modelka pracovala i pro Garage, Dooney & Bourke, Guess a Victoria's Secret. Magazín Esquire ji označil za „Ženu léta“. Dne 30. dubna 2012 se objevila ve videu "Cat Daddy" režiséra Terryho Richardsona, jež za 24 hodin zhlédlo na YouTube více než 750 000 uživatelů.